# 卡尔·彼得·通贝里
卡尔·彼得·通贝里（瑞典語：Carl Peter Thunberg，也作卡尔·佩特·屯贝里，吞伯格；1743年11月11日—1828年8月8日）是一名瑞典自然学家。

## 生平
出生于延雪平，在乌普萨拉大学学习自然哲学和医学，师从著名植物学家卡尔·林奈，1767年完成博士论文答辩。
1770年起，他先后在巴黎，阿姆斯特丹和莱顿从事研究工作。
1771年他受荷兰植物学家约翰内斯·伯曼的委托，前往荷兰殖民地和日本去采集植物。
1772年4月，通贝里抵达开普敦，同年他获得了医学博士学位。
1775年，他前往爪哇，在巴达维亚停留了2个月，之后前往日本，在出岛的荷兰东印度公司担任外科医生，因而成為最早抵達日本的瑞典人。
此间，他收集了八百余种植物，并在1784年发表《日本植物誌》。
1778年，通贝里回到阿姆斯特丹，次年回到瑞典。
1784年，他被乌普萨拉大学任命为植物学讲师和自然哲学和医学教授，直至去世。
他在植物学和昆虫学上都有很大贡献，描述了许多物种，被称为南非和日本的植物学之父。山牵牛属的学名即是以他的姓所命名。